# Mycalesis sadona
Mycalesis sadona är en fjärilsart som beskrevs av Robert Christopher Tytler 1939. Mycalesis sadona ingår i släktet Mycalesis och familjen praktfjärilar. Inga underarter finns listade i Catalogue of Life.